# دهستان حیدریه
دهستان حیدریه(کفراور) نام دهستانی در بخش گواور شهرستان گیلانغرب، استان کرمانشاه در ایران است.ارتفاع روستاهای این دهستان از ۹۵۰ تا ۱۳۵۰ متر می باشد ولی ارتفاع مرکز بخش گواور یعنی شهر سرمست ۱۵۵۰ متر است.
آب و هوای روستاهای دهستان کفراور معتدل است. 
براساس سرشماری مرکز آمار ایران در سال ۱۳۸۵، جمعیت آن ۷۸۹۰ نفر (۱۶۹۶ خانوار) بوده‌است.